# Nordisk blommossa
Nordisk blommossa (Schistidium scandicum) är en bladmossart som beskrevs av H. Blom 1996. Nordisk blommossa ingår i släktet blommossor, och familjen Grimmiaceae. Enligt den finländska rödlistan är arten otillräckligt studerad i Finland. Arten är reproducerande i Sverige. Artens livsmiljö är fjällklippor, block- och stenmarker. Inga underarter finns listade i Catalogue of Life.